# Bjelice
Bjelice je bilo jedno od najbrojnijih crnogorskih plemena koje se razvilo uz još osam plemena u Katunskoj nahiji. To su bila plemena: Cetinjsko, Njeguši, Ćeklići, Cuce, Ozrinići (Čevo), Pješivci, Zagarač i Komani. Danas je "Bjelice" i geografska odrednica i odgovara teritoriju nekadašnjeg plemena.
Bjelice se kao teritorij prvi put spominje 1430. godine, o čemu piše češki povjesničar Konstantin Jireček ("de zente Bielice"). Godine 1431. se spominju i u kotorskim zapisima. U turskom defteru iz 1521. godine se o njima piše kao o selu od 80 kuća i četiri zaseoka: Lješev Stup (Lješev Stub), Prediš, Rešna (Resna) i Staković. Prema narodnom predanju, Velje Cuce, Bajice, Bjelice i još neka plemena vode porijeklo od kosovskih junaka Orlovića, tj. od braće Pavla Orlovića, koji su se, bježeći od Turaka poslije Kosovske bitke prvo naselili u Gacku i okolnim mjestima (Čarađe, Bjeletaci), a docnije prešli u Banjane, i konačno na prostore Stare Crne Gore - Cuca, Bjelica, Bajica i još nekih bratstava i plemena.
Prostor na kome je živjelo pleme Bjelice nalazi se na 20 – 50 km sjeverozapadno od Cetinja. Ovaj prostor je u prosjeku velike nadmorske visine (800 – 900 m) i sa svih strana je okružen visokim planinama – Čelinac (1300 m), Štavor (Stavor) (1200 m) i Čevski lisac (1100 m).
Pleme Bjelice dijelilo se na Donje i Gornje Bjelice. Kao i sva veća crnogorska plemena, i ovo se sastojalo iz mnogobrojnih bratstava i rodova. Najpoznatije i najstarije bratstvo su Milići, a među starijima su i Abramovići, Andrići, Pejovići, Jovanovići, Kuzmani, Lončarevići, Bekteševići, Popivode, Tomići, Vukčevići, Vušurovići, Mikulići i Crvenice. Broj bratstava i rodova je znatno veći.
Prezime "Bjelica" nose osobe koje vode porijeklo iz plemena Bjelica. Veliki broj iseljenika je uzimao "Bjelica" za svoje prezime i otud je to prezime prisutno u Srbiji, Crnoj Gori i Bosni i Hercegovini, i u manjem dijelu u Hrvatskoj.